# روبرتو ريبيرو
روبرتو ريبيرو (بالبرتغالية: Roberto Ribeiro‏) هو مغني برازيلي، ولد في 20 يوليو 1940 في كامبوس دوس غويتاكازس في البرازيل، وتوفي في 8 يناير 1996 في ريو دي جانيرو في البرازيل.

## وصلات خارجية
- روبرتو ريبيرو على موقع IMDb (الإنجليزية)
- روبرتو ريبيرو على موقع ميوزك برينز (الإنجليزية)
- روبرتو ريبيرو على موقع ديسكوغز (الإنجليزية)